# Kata'ib Hezbollah
Kata'ib Hezbollah (in arabo  كتائب حزب الله‎?; letteralmente in italiano "Brigate del Partito di Dio") è un gruppo paramilitare sciita iracheno che fa parte delle Forze di Mobilitazione Popolare irachene che comprende la 45°, 46° e 47° Brigata.

## Storia

### Guerre civili in Iraq e Siria
È stato attivo nella guerra civile irachena e nella guerra civile siriana. Durante la guerra in Iraq, il gruppo ha combattuto contro le forze di occupazione della coalizione. Il gruppo fu comandato da Abu Mahdi al-Muhandis fino a quando non fu ucciso da un attacco aereo statunitense a Baghdad il 3 gennaio 2020 mentre l’indomani, il 4 gennaio 2020, in un ulteriore attacco mirato compiuto nella zona di Taji, a nord di Baghdad, è stato ucciso il capo delle brigate Katai'b Hezbollah, il segretario generale Shibl al-Zaydi col quale sono rimasti uccisi il fratello e altre quattro persone.